# Nazareth (Chiapas)
Nazareth es una localidad del estado mexicano de Chiapas. Es parte del municipio de Ocosingo.

## Demografía
| Gráfica de evolución demográfica |
|                                  |

| Censo | Población |
| ----- | --------- |
| 1970  | 157       |
| 1980  | 691       |
| 1990  | 531       |
| 2000  | 751       |
| 2010  | 975       |
| 2020  | 1 228     |